# سأتذكر أبريل (فلم)
فيلم سأتذكر أبريل I'll Remember April (film) فيلم من إخراج بوب كلارك وتمثيل بات موريتا وبام دوبر وهالي جول أوسمنت.
قصة الفيلم: أربعة أطفال يأسرون جنديا يابانيا أثناء الحرب العالمية الثانية.

## روابط خارجية
- سأتذكر أبريل على موقع IMDb (الإنجليزية)
- سأتذكر أبريل على موقع روتن توميتوز (الإنجليزية)
- سأتذكر أبريل على موقع نتفليكس (الإنجليزية)
- سأتذكر أبريل على موقع قاعدة بيانات الأفلام العربية
- سأتذكر أبريل على موقع أول موفي (الإنجليزية)
- سأتذكر أبريل على موقع قاعدة بيانات الفيلم (الإنجليزية)
- سأتذكر أبريل على موقع ليتربوكسد (الإنجليزية)
- سأتذكر أبريل على موقع كينوبويسك (الروسية)